# Diachasmimorpha carinata
Diachasmimorpha carinata är en stekelart som först beskrevs av Gyöö Viktor Szépligeti 1908.  Diachasmimorpha carinata ingår i släktet Diachasmimorpha och familjen bracksteklar. Inga underarter finns listade i Catalogue of Life.